# Hajnalka Tóthová
Hajnalka Tóthová (* 27. srpna 1976 Békéscsaba, Maďarsko) je bývalá maďarská sportovní šermířka, která se specializovala na šerm kordem. Maďarsko reprezentovala v devadesátých letech a v prvním desetiletí jednadvacátého století. Na olympijských hrách startovala v roce 2004 v soutěži družstev a v roce 2000 byla členkou maďarské olympijské výpravy jako náhradnice. V roce 1998 obsadila třetí místo na mistrovství světa v soutěži jednotlivkyň a v roce 2005 obsadila druhé místo na mistrovství Evropy. S maďarským družstvem kordistek vybojovala dva tituly (1999, 2002) mistryň světa a dva tituly (2001, 2002) mistryň Evropy.